# Stanisław Trojanowski (poseł)
Stanisław Trojanowski (ur. 3 lipca 1944 w Balcerowie) – polski inżynier mechanik, poseł na Sejm PRL VII i VIII kadencji.

## Życiorys
W 1969 uzyskał dyplom inżynierski na Wydziale Mechaniczno-Technologicznym Politechniki Warszawskiej i podjął pracę w Zakładach Transformatorów Radiowych „Zatra” w Skierniewicach w charakterze konstruktora. W październiku 1970 przeniósł się do biura konstrukcyjnego przy Fabryce Urządzeń Odlewniczych „Fumos” w Skierniewicach, gdzie był głównym konstruktorem. W 1975 ukończył Studium Podyplomowe na Akademii Górniczo Hutniczej w Krakowie z zakresu projektowania, mechanizacji i automatyzacji odlewni. Był przewodniczącym Zakładowego Koła Stowarzyszenia Techników Odlewników Polskich, a także Wojewódzkiej Komisji do spraw Jakości przy Oddziale Wojewódzkim Naczelnej Organizacji Technicznej w Skierniewicach.
W 1976 i 1980 uzyskiwał mandat posła na Sejm PRL VII i VIII kadencji w okręgu Skierniewice. Podczas obu kadencji zasiadał w Komisji Handlu Zagranicznego oraz Komisji Przemysłu Ciężkiego, Maszynowego i Hutnictwa, a w VIII kadencji ponadto w Komisji Przemysłu i Komisji Współpracy Gospodarczej z Zagranicą i Gospodarki Morskiej.